# تری مور (بازیکن فوتبال)
تری مور (انگلیسی: Terry Moore؛ زادهٔ ۲ ژوئن ۱۹۵۸) بازیکن فوتبال اهل کانادا بود.
از باشگاه‌هایی که در آن بازی کرده‌است می‌توان به باشگاه فوتبال گلنتوران اشاره کرد.
وی همچنین در تیم ملی فوتبال کانادا بازی کرده‌است.